# Piz de Groven
Piz de Groven är en bergstopp i Schweiz.   Den ligger i regionen Moesa och kantonen Graubünden, i den sydöstra delen av landet, 150 km sydost om huvudstaden Bern. Toppen på Piz de Groven är 2 694 meter över havet, eller 503 meter över den omgivande terrängen. Bredden vid basen är 5,4 km.
Terrängen runt Piz de Groven är huvudsakligen mycket bergig. Närmaste större samhälle är Biasca, 15,2 km väster om Piz de Groven. 
I omgivningarna runt Piz de Groven växer i huvudsak blandskog. Runt Piz de Groven är det glesbefolkat, med 16 invånare per kvadratkilometer.